# Marian Demar-Mikuszewski
Marian Demar właśc. Marian Wilhelm Demar-Mikuszewski (ur. 10 lutego 1897 w Krakowie, zm. 13 stycznia 1979 tamże) – śpiewak operowy i operetkowy, tenor.

## Życiorys
Syn Wilhelma i Heleny Mikuszewskich. Mąż Anny Mikuszewskiej. W latach 1907–1915 uczył się w gimnazjum. Po zdaniu matury odbył roczny kurs na Akademii Handlowej w Krakowie (1915–1916), studiował na politechnice w Wiedniu (1917–1918), odbył również służbę wojskową (1918–1920). W latach 1920–1926 uczył się śpiewu w konserwatoriach w Krakowie i Paryżu, pracując jednocześnie (1920–1924) w krakowskim Banku Handlowym. Zadebiutował partią Fausta w Teatrze Wielkim w Poznaniu (13 grudnia 1926). Występował również w Teatrze Starym w Krakowie i Teatrze Wielkim w Warszawie, przedstawieniach operowych Teatru Polskiego w Katowicach oraz był solistą opery w Zagrzebiu. 

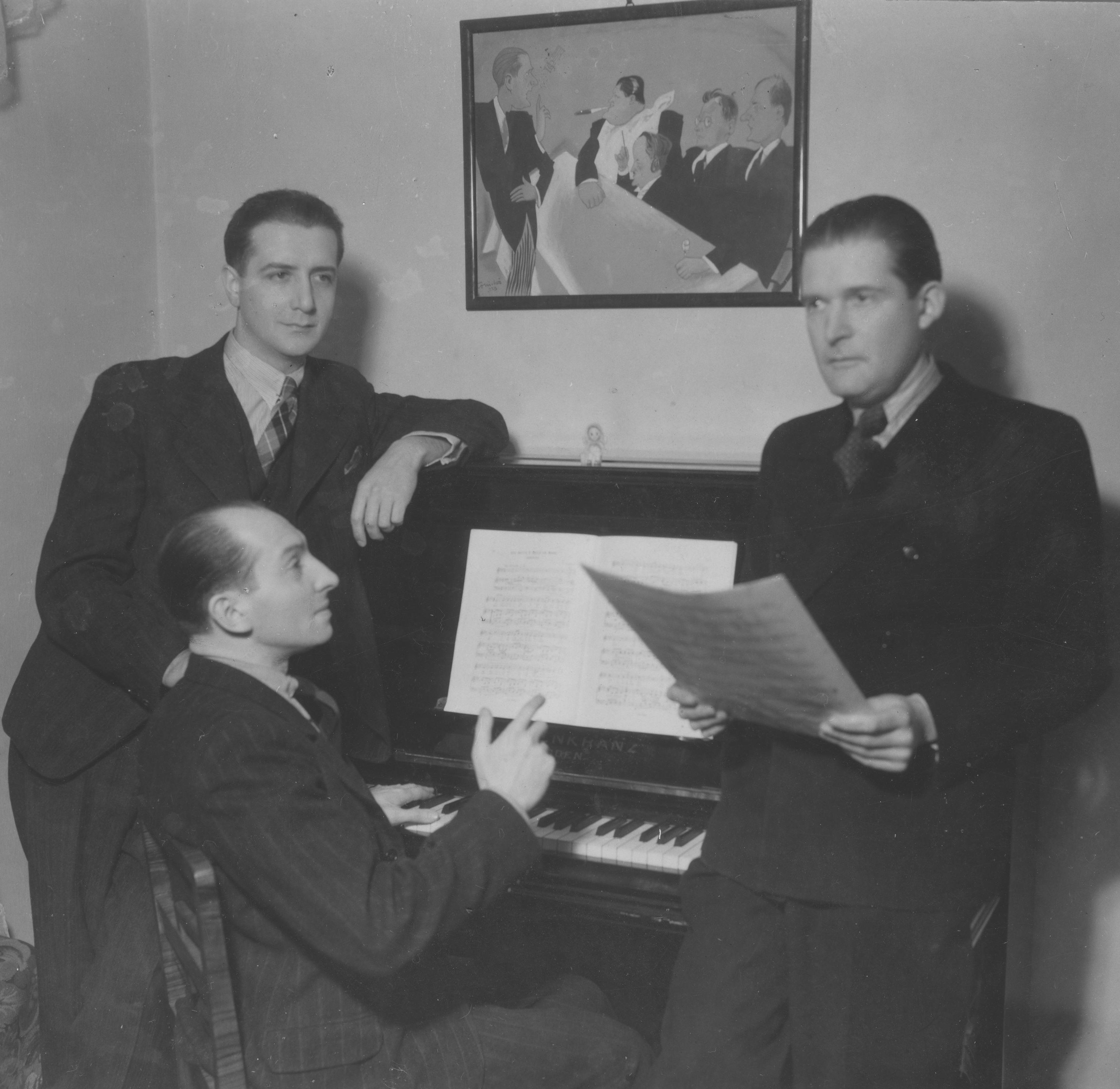
Kompozytor Adam Lenczewski siedzi przy pianinie, obok stoją śpiewcy Marian Demar-Mikuszewski (z prawej) i Kazimierz Petecki (z lewej).

W latach 30. XX wieku występował m.in. w Warszawie, w przedstawieniach operetkowych w Teatrze Nowości (1932 w „Kwiecie Hawai”, „Szaleństwie Coletty”), a także w Płocku, Wilnie i w krakowskim teatrze Cricot. W okresie okupacji niemieckiej występował w Warszawie w teatrach Kometa i Niebieski Motyl oraz w Krakowie w Teatrze Powszechnym. 
Po zakończeniu wojny powrócił na stałe do Krakowa, współpracując z Teatrem Muzycznym, Operetką Krakowską i Teatrem Muzycznym Towarzystwa Przyjaciół Żołnierza. W latach 1950–1954 występował podczas koncertów i programów estradowych ARTOS-u. W 1955 dołączył do chóru Filharmonii Krakowskiej. W 1964 przeszedł na emeryturę.

## Główne partie tenorowe
- Tassilo (Hrabina Marica)
- Paweł (Rozkoszna dziewczyna)
- Cunlight (Wiktoria i jej huzar)
- Chrząszcz (Dziewczyna i kokosy)
- Edwin (Księżniczka czardasza)
- Książę Jerzy (Najpiękniejsza z kobiet)
- Książę (Bajadera)
- Schober (Domek trzech dziewcząt)
- Eisenstein (Zemsta nietoperza)

## Ordery i odznaczenia
- Srebrny Krzyż Zasługi (22 lipca 1952)[1]